# Ain't Misbehavin' (comédie musicale)
Pour les articles homonymes, voir Ain't Misbehavin'.
Ain't Misbehavin' est une revue musicale avec un livret de Murray Horwitz et Richard Maltby Jr., et de les musiques de divers compositeurs et paroliers arrangées et orchestrées par Luther Henderson. Il est nommé d'après la chanson de Fats Waller, "Ain't Misbehavin'".
La comédie musicale est un hommage à la musique de Thomas "Fats" Waller. C'était à une époque où les boîtes de nuit de Manhattan comme le Cotton Club et le Savoy Ballroom étaient les terrains de jeux de la haute société. Lenox Avenue était remplie de pianistes battant un nouveau rythme connu sous le nom de swing. Cinq interprètes présentent une soirée de chansons tapageuses, torrides et humoristiques qui résument les différentes ambiances de l'époque et reflètent la vision de Waller de la vie comme un voyage destiné au plaisir et au jeu.

## Productions

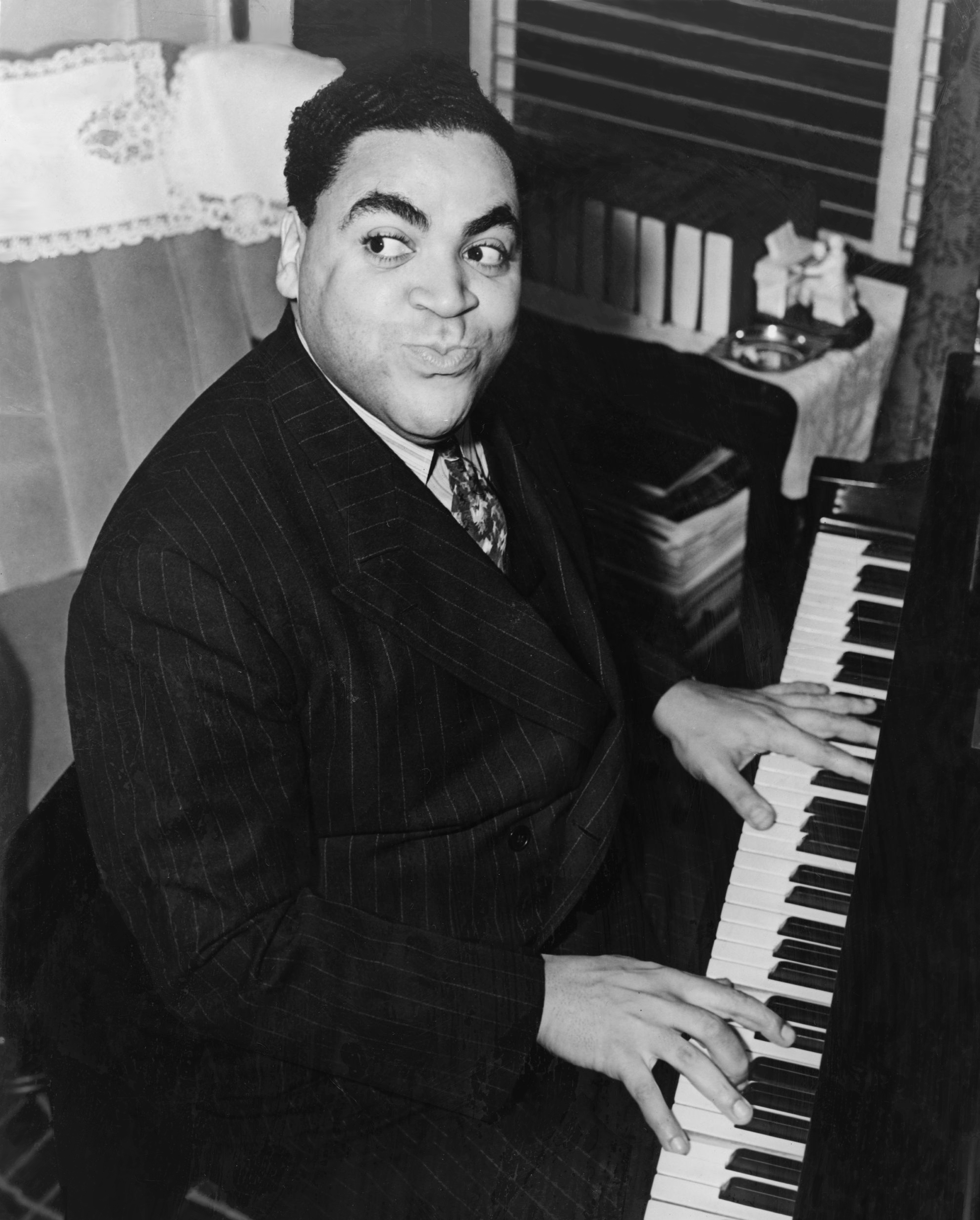
Le pianiste et compositeur Fats Waller dont les musiques servent de trame à la revue.

Ain't Misbehavin' a ouvert ses portes dans le cabaret East 73rd Street du Manhattan Theatre Club le 8 février 1978. Le casting comprenait Irene Cara, Nell Carter, André DeShields, Armelia McQueen et Ken Page. Il a été mis en scène par Arthur Faria, maintenant reconnu comme l'un des auteurs originaux, et par Maltby. Le critique du New York Times a écrit : « Le spectacle bouge avec le zing et l'éclat d'un enregistrement de Waller rempli de mélodies lumineuses et de facettes. » Sa popularité était telle qu'il a été décidé de le développer en une production à grande échelle.
La comédie musicale a ouvert ses portes à Broadway au Longacre Theatre le 9 mai 1978, puis transférée au Plymouth Theatre, puis au Belasco Theatre et a fermé le 21 février 1982, après 1 604 représentations et quatorze avant-premières. Maltby était le metteur en scène, avec des chorégraphies d'Arthur Faria. La distribution originale comprenait Nell Carter, André DeShields, Armelia McQueen, Ken Page et Charlayne Woodard. Luther Henderson, qui a adapté la musique de Waller pour la revue, est apparu comme le pianiste original de la production. Les remplaçants plus tard dans la course comprenaient Debbie Allen, Yvette Freeman, Adriane Lenox et Alan Weeks. Un enregistrement original de la distribution a été publié par RCA Victor.
La production du West End a débuté le 22 mars 1979 au Her Majesty's Theatre. DeShields et Woodard ont été rejoints par Evan Bell, Annie Joe Edwards et Jozella Reed. Il a été relancé à Londres en 1995 au Tricycle Theatre, puis au Lyric Theatre, avec Debby Bishop, Dawn Hope, Melanie Marshall, Sean Palmer et Ray Shell. Un enregistrement de cette production londonienne est sortie chez First Night.
Le 21 juin 1982, NBC a diffusé la revue avec le casting original de Broadway.
Un renouveau de Broadway avec le même metteur en scène, chorégraphe et casting que la production originale de 1978 a débuté le 15 août 1988 à l'Ambassador Theatre, où il a été joué pour 176 représentations et huit avant-premières. Frank Rich, dans sa critique du New York Times, a écrit « Dans leur recréation scrupuleuse du spectacle de Fats Waller qui a électrifié Broadway pour la première fois il y a dix ans, les acteurs et les créateurs originaux ont évoqué le même monde de rêve de l'entre-deux-guerres qu'avant ... Bien que presque privé de dialogue, cette anthologie musicale s'étend au-delà de sa forme pour devenir une résurrection de l'âme d'un grand artiste noir. Peut-être la clé de l'approche de la comédie musicale, telle que conçue par le réalisateur Richard Maltby Jr., est sa volonté de laisser Waller parler simplement et éloquemment pour lui-même, à travers son art, mais sans les paillettes du show-biz. »
En 1995, une tournée nationale mise en scène et chorégraphiée par Faria mettait en vedette les Pointer sisters, Eugene Barry-Hill et Michael-Leon Wooley.

## Numéros musicaux
| Acte I - Ain't Misbehavin' - Lookin' Good but Feelin' Bad - Tain't Nobody's Biz-ness if I Do - Honeysuckle Rose - Squeeze Me - Handful of Keys - I've Got a Feeling I'm Falling - How Ya Baby - Jitterbug Waltz - Ladies Who Sing with the Band - Yacht Club Swing - When the Nylons Bloom Again - Cash for Your Trash - Off-Time - The Joint is Jumpin' | Acte II - Spreadin' Rhythm Around - Lounging at the Waldorf - The Viper's Drag - Mean to Me - Your Feet's Too Big - That Ain't Right - Keepin' Out of Mischief Now - Find Out What They Like - Fat and Greasy - Black and Blue - I'm Gonna Sit Right Down and Write Myself a Letter - Two Sleepy People - I've Got my Fingers Crossed - I Can't Give You Anything but Love - It's a Sin to Tell a Lie - Honeysuckle Band |

## Récompenses et nominations

### Production originale de Broadway
| Année | Récompense           | Catégorie                                           | Nomination          | Résultat   |
| ----- | -------------------- | --------------------------------------------------- | ------------------- | ---------- |
| 1978  | Drama Desk Awards    | Outstanding Musical                                 | Outstanding Musical | Lauréat    |
| 1978  | Drama Desk Awards    | Outstanding Actor in a Musical                      | Ken Page            | Lauréat    |
| 1978  | Drama Desk Awards    | Outstanding Actor in a Musical                      | André DeShields     | Nomination |
| 1978  | Drama Desk Awards    | Outstanding Actress in a Musical                    | Nell Carter         | Lauréat    |
| 1978  | Drama Desk Awards    | Outstanding Actress in a Musical                    | Charlayne Woodard   | Nomination |
| 1978  | Drama Desk Awards    | Outstanding Choreography                            | Arthur Faria        | Nomination |
| 1978  | Theatre World Awards | Theatre World Awards                                | Nell Carter         | Lauréat    |
| 1978  | Theatre World Awards | Theatre World Awards                                | Armelia McQueen     | Lauréat    |
| 1978  | Tony Awards          | Best Musical                                        | Best Musical        | Lauréat    |
| 1978  | Tony Awards          | Best Performance by a Featured Actress in a Musical | Nell Carter         | Lauréat    |
| 1978  | Tony Awards          | Best Performance by a Featured Actress in a Musical | Charlayne Woodard   | Nomination |
| 1978  | Tony Awards          | Best Direction of a Musical                         | Richard Maltby, Jr. | Lauréat    |
| 1978  | Tony Awards          | Best Choreography                                   | Arthur Faria        | Nomination |

### Production originale de Londres
| Année | Récompense              | Catégorie           | Nomination          | Résultat   |
| ----- | ----------------------- | ------------------- | ------------------- | ---------- |
| 1979  | Laurence Olivier Awards | Musical of the Year | Musical of the Year | Nomination |

### Emission NBC de 1982
| Année | Récompense            | Catégorie                                                                               | Nomination                                                                              | Résultat   |
| ----- | --------------------- | --------------------------------------------------------------------------------------- | --------------------------------------------------------------------------------------- | ---------- |
| 1982  | Primetime Emmy Awards | Outstanding Variety, Music or Comedy Series                                             | Outstanding Variety, Music or Comedy Series                                             | Nomination |
| 1982  | Primetime Emmy Awards | Individual Performance in a Variety or Music Program                                    | Nell Carter                                                                             | Lauréat    |
| 1982  | Primetime Emmy Awards | Individual Performance in a Variety or Music Program                                    | André DeShields                                                                         | Lauréat    |
| 1982  | Primetime Emmy Awards | Outstanding Choreography                                                                | Arthur Faria                                                                            | Nomination |
| 1982  | Primetime Emmy Awards | Outstanding Achievement in Music Direction                                              | Outstanding Achievement in Music Direction                                              | Nomination |
| 1982  | Primetime Emmy Awards | Outstanding Sound Mixing for a Variety or Music Series or Special                       | Outstanding Sound Mixing for a Variety or Music Series or Special                       | Nomination |
| 1982  | Primetime Emmy Awards | Outstanding Technical Direction, Camerawork, Video for a Miniseries, Movie or a Special | Outstanding Technical Direction, Camerawork, Video for a Miniseries, Movie or a Special | Nomination |
| 1982  | Primetime Emmy Awards | Outstanding Video Tape Editing for a Limited Series or a Special                        | Outstanding Video Tape Editing for a Limited Series or a Special                        | Nomination |

### Reprise à Broadway en 1988
| Année | Récompense | Catégorie                 | Nomination                | Résultat   |
| ----- | ---------- | ------------------------- | ------------------------- | ---------- |
| 1988  | Tony Award | Best Revival of a Musical | Best Revival of a Musical | Nomination |

### Tournée anniversaire des 30 ans
| Année | Récompense   | Catégorie                  | Nomination                 | Résultat   |
| ----- | ------------ | -------------------------- | -------------------------- | ---------- |
| 2010  | Grammy Award | Best Musical Theater Album | Best Musical Theater Album | Nomination |